# Puerto Princesa
Puerto Princesa egy város a Fülöp-szigeteken, Palawan székhelye. A 2020-as népszámlálás alapján 307 ezer fő lakosa volt.

## Éghajlat
Trópusi szavanna éghajlatú (Köppen: Aw). Májustól decemberig általában sok csapadék hull, januártól áprilisig viszont kevés a csapadék.
| Hónap                         | Jan. | Feb. | Már. | Ápr. | Máj. | Jún. | Júl. | Aug. | Szep. | Okt. | Nov. | Dec. | Év   |
| ----------------------------- | ---- | ---- | ---- | ---- | ---- | ---- | ---- | ---- | ----- | ---- | ---- | ---- | ---- |
| Rekord max. hőmérséklet (°C)  | 34,4 | 34,6 | 36,4 | 36,3 | 36,0 | 35,6 | 35,2 | 35,2 | 34,7  | 36,0 | 34,2 | 34,0 | 36,4 |
| Átlagos max. hőmérséklet (°C) | 30,8 | 31,0 | 31,7 | 32,7 | 32,7 | 31,8 | 31,4 | 31,3 | 31,5  | 31,4 | 31,1 | 30,7 | 31,5 |
| Átlagos min. hőmérséklet (°C) | 23,2 | 23,1 | 23,7 | 24,5 | 24,8 | 24,2 | 23,8 | 23,8 | 23,7  | 23,7 | 23,7 | 23,5 | 23,8 |
| Rekord min. hőmérséklet (°C)  | 18,3 | 18,5 | 19,2 | 20,9 | 21,3 | 16,2 | 20,6 | 20,5 | 20,6  | 20,9 | 19,2 | 19,2 | 16,2 |
| Átl. csapadékmennyiség (mm)   | 36   | 24   | 37   | 54   | 118  | 171  | 154  | 185  | 170   | 216  | 211  | 150  | 1527 |
| Forrás: PAGASA                |      |      |      |      |      |      |      |      |       |      |      |      |      |

## Népesség
| Lakosok száma | 1208 | 10 887 | 15 177 | 37 774 | 45 709 | 92 147 | 129 577 | 210 508 | 222 673 | 307 079 |
|               | 1903 | 1939   | 1948   | 1970   | 1975   | 1990   | 1995    | 2007    | 2010    | 2020    |

## Közlekedés
A város nemzetközi forgalmú repülőtérrel rendelkezik (IATA: PPS, ICAO: RPVP).
A város kikötőjéből belföldi utasszállító kompok indulnak Manila, Coron és Iloilo felé.

## Gazdaság
A Fülöp-szigetek ökoturisztikai központjaként ismert. Az 1990-es évek óta számos szállodát nyitottak az egyszerűtől kezdve az ötcsillagos luxusszállásokig, hogy kiszolgálják az egyre több külföldi és helyi turistát. 
Az ún. Puerto Princesa Földalatti Folyó Nemzeti Park mintegy 50 km-re északra található a várostól.
A város a szintén a természeti világörökségi listán levő Tubbataha-zátony felfedezésének kiindulópontja is.